# Farafina
Farafina es un grupo de música y danza original de Burkina Faso. Es la banda de mayor proyección internacional del país y una de las más representativas de la música africana en el mundo.

## Historia
La banda fue fundada en 1978 en Bobo Dioulasso por Mahama Konaté, un virtuoso del balafón, miembro de la etnia Senufo e integrante del Ballet Nacional de Burkina Faso. El grupo usa voces e instrumentos tradicionales africanos como el balafón, la kora, el djembe, bara, Tambor parlante y shekere.
En 1985 participaron en el Festival de Jazz de Montreux y en 1988 actuaron ante más de 70.000 espectadores en el concierto organizado en el Estadio de Wembley en Londres con motivo del cumpleaños de Nelson Mandela. Desde 1993 giran regularmente por Europa y Norteamérica, tomando parte en varias ediciones del festival WOMAD.
La banda ha colaborado en grabaciones de artistas como Ryuichi Sakamoto, Jon Hassell y The Rolling Stones.

## Discografía
- 1985 - Farafina Live at Montreux Jazz Festival
- 1989 - Bolomakote
- 1993 - Faso Denou
- 1998 - Nemako
- 2001 - Kanou
- 2012 - Denti Fere